# Klemm E34
Die Klemm E34 war der Entwurf eines zweisitzigen Schulflugzeugs der Leichtflugzeugbau Klemm GmbH aus dem Jahr 1934. 

## Geschichte
Der Entwurf der Klemm E34 von Friedrich Fecher entstand 1934 auf eine Ausschreibung des Reichsluftfahrtministerium für einen zweisitzigen Doppeldecker zur Grundschulung von Piloten hin. Als Mitbewerber traten bei dieser Ausschreibung die Arado Ar 69, die HFB Ha 135 und die MIAG MD12 auf. Der Fecher-Entwurf konnte sich gegen die Mitbewerber nicht durchsetzen und wurde ohne Bau eines Prototyps aufgegeben. Kurze Zeit später zog das RLM die gesamte Ausschreibung zurück, da die Anforderung über die Focke-Wulf Fw 44 und Heinkel He 72 bereits ausreichend erfüllt wurden.

## Konstruktion
Fecher führte den Entwurf des Doppeldeckers Klemm E34 in Gemischtbauweise mit einem Stahlrohrrumpf und einer in konventioneller Holzbauweise ausgeführten, 9 m langen Tragfläche aus. Als Antrieb war ein Siemens & Halske Sh 14 Motor vorgesehen.